# Rubidiumbutyrat
Rubidiumbutyrat ist das Rubidiumsalz der Buttersäure.

## Herstellung
Rubidiumbutyrat kann durch Salzbildungsreaktion aus Rubidiumhydroxid und Buttersäure hergestellt werden.
{\displaystyle \mathrm {RbOH+C_{3}H_{7}COOH\longrightarrow C_{3}H_{7}COORb+H_{2}O} }
Ebenso ist die Synthese aus Rubidiumcarbonat und Buttersäure unter Entwicklung von Kohlendioxid möglich.
{\displaystyle \mathrm {Rb_{2}CO_{3}+2\ C_{3}H_{7}COOH\longrightarrow 2\ C_{3}H_{7}COORb+H_{2}O+CO_{2}\uparrow } }

## Eigenschaften
Rubidiumbutyrat kann in vier verschiedenen Kristallstrukturen auftreten. Die Phasenübergänge finden bei 191 K, 346 K und 466 K statt.